# Déclaration (cricket)
Pour les articles homonymes, voir déclaration.
La déclaration (en anglais, declaration) est, au cricket, la fin volontaire d'une manche décidée par le capitaine de l'équipe qui batte, avant même que dix de ses onze batteurs n'aient été éliminés. Dans un match limité en temps, cette option lui permet de disposer de plus de temps pour éliminer l'équipe adverse. La déclaration va de pair avec le renoncement (forfeiture), qui consiste, pour les mêmes raisons, à ne pas jouer l'une de ses deux manches. Déclaration et renoncement sont régis par la 14e « loi » du cricket.

## Règle
« Le capitaine de l’équipe à la batte peut mettre fin à sa manche, une fois que la balle est devenue morte, à tout moment de la partie. [...] Un capitaine peut renoncer à l’une ou l’autre des manches de son équipe. »

— Lois du cricket : Loi 14 — Déclaration et Renoncement
Au cours d'une manche, le capitaine de l'équipe qui batte peut décider de mettre fin à celle-ci, lorsqu'il estime avoir accumulé assez de courses. Cette loi est particulièrement importante pour les parties limitées en temps, puisqu'il se laisse plus de temps pour éliminer ses adversaires. Dans un tel match, il faut en effet pour gagner avoir marqué plus de courses que l'équipe adverse mais aussi que celle-ci ait achevé ses deux manches. Si cette deuxième condition n'est pas atteinte, le match est dit « nul » (drawn en anglais). 